# Nesamblyops townsendi
Nesamblyops townsendi (лат.) — вид жужелиц рода Nesamblyops из подсемейства трехин (триба Anillini, Trechinae). Эндемики Новой Зеландии: Южный остров, Мальборо Саундс, Теннисон Инлет.

## Описание
Очень мелкие жужелицы (самые мелкие представители своего рода, длина варьирует от 1,85 до 2,05 мм), блестящие желтовато-коричневые жуки. Имаго этого вида можно отличить от взрослых особей многих видов Nesamblyops по характерной форме переднеспинки, однако практически неотличимы от взрослых особей некоторых видов и отличаются от всех них строением мужских гениталий. Надкрылья яйцевидные, узко вдавленные по шву, сравнительно длинные и умеренно широкие; плечевые углы полностью округлые; латеральные края слегка расходятся в базальной половине, коротко субпараллельны в середине и равномерно закруглены к вершине в апикальной половине. Глаза сильно редуцированы, состоят из нескольких фасеток. Голова короткая и широкая, закругленная, усики средней длины. Пронотум округлый, надкрылья округлые без заметных рядов точек, с несколькими длинными щетинками по бокам. Задние крылья рудиментарные. Обитают в густой лесной подстилке. Строение гениталий самцов N. townsendi указывает на родство с другими видами, имеющими дорсальный копулятивный склерит в форме «птичьей головы», такими как N. brouni, N. distinctus и N. tararua. Состояние чешуйчатого перепончатого поля и наличие участка с пористыми каналами позволяют предположить, что N. townsendi может иметь общих предков с N. tararua.

## Таксономия и этимология
Вид был впервые выделен в 2023 году американским энтомологом Игорем Соколовым (Igor M. Sokolov, Systematic Entomology Laboratory, ARS, USDA, National Museum of Natural History, Вашингтон, США) по типовым материалам из Новой Зеландии. Видовой эпитет townsendi представляет собой латинизированный эпоним в родительном падеже и основан на фамилии Джеймса Яна Таунсенда (James Ian Townsend), известного новозеландского колеоптеролога-карабидолога и собирателя типовой серии.